# Controverses sur le réchauffement climatique
Pour un article plus général, voir  Réchauffement climatique.

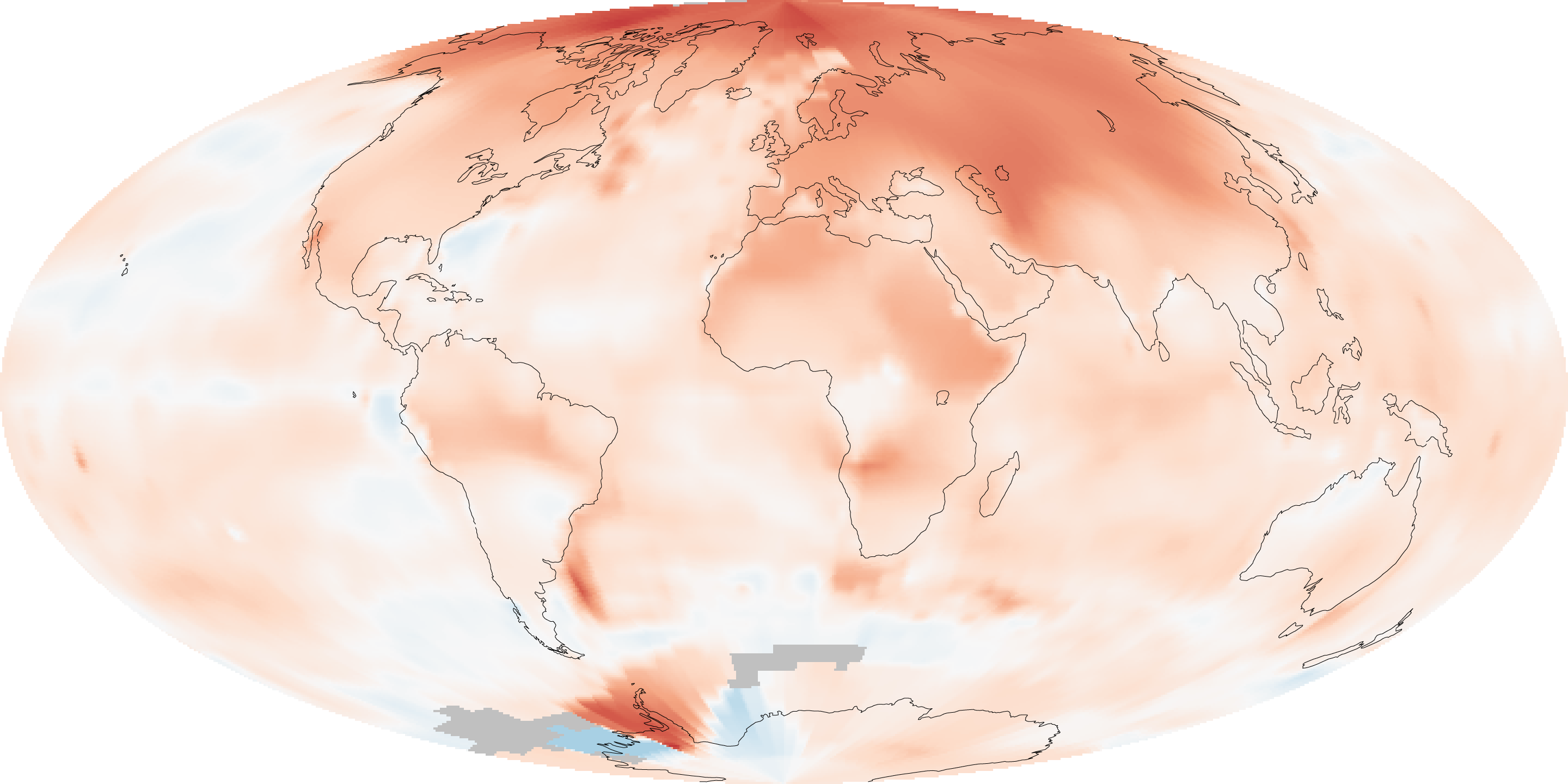
Carte des changements de températures dans le monde entre la période 1951-1980 et la période 2000-2009.

Les controverses sur le réchauffement climatique concernent le débat public sur l'existence, les causes et les conséquences du réchauffement climatique. Les polémiques portant sur l'existence et les causes du réchauffement climatique furent particulièrement virulentes entre 2004 et 2010 environ, période pendant laquelle le grand public prend largement connaissance du problème posé. Ces polémiques restent encore aujourd'hui largement présentes au sein de la sphère complotiste.
Au sein de la communauté scientifique, l'existence du réchauffement climatique n'est plus mise en doute, pas plus que ses causes, anthropiques. En 2014, le GIEC estimait la « probabilité » que le réchauffement soit dû aux activités humaines « supérieure à 95 % », tandis qu'une étude publiée en 2018 dans la revue Science estime la probabilité que le changement climatique soit anthropique à plus de 99,99 %. Le sixième rapport d'évaluation du GIEC, publié en 2021, indique que son origine anthropique est « sans équivoque ». La certitude est aujourd'hui quasi unanime chez les climatologues et le climat fait l'objet de nombreuses recherches, en particulier en ce qui concerne la reconstitution des climats du passé proche ou lointain, le traitement statistique des données actuelles, les prévisions sur le climat futur, le perfectionnement des modélisations en climatologie.
Deux sujets suscitent des débats importants du côté des scientifiques et du monde politique. D'une part, les conséquences du réchauffement climatique sont très débattues, puisque dépendant de l'ampleur du réchauffement. Si certaines régions du globe pourront tirer profit du réchauffement, la plupart des conséquences risquent de se révéler négatives. Le niveau actuel des connaissances dans ce domaine dépend notamment des modèles climatiques. D'autre part, les actions à mener pour lutter contre le réchauffement climatique font l'objet de nombreux débats, puisqu'il s'agit très fréquemment de reconsidérer les choix politiques à de multiples niveaux (social, économique, technologique, environnemental, sanitaire, moral).

## Débat scientifique

### Existence et signification d'un consensus
L'hypothèse d'une responsabilité humaine sur le climat de la Terre est présentée par le GIEC dans ses rapports successifs : d'abord hypothétique dans les rapports de 1990 et 1995, elle est de plus en plus affirmée dans les rapports de 2001, 2007 et 2014 et jugée « sans équivoque » dans le rapport de 2021, la responsabilité humaine étant de plus en plus mise en avant dans les rapports successifs. Ceux-ci ont été approuvés par les principales académies des sciences,,,.
Les premières polémiques débutèrent peu avant les années 2000. En effet, des voix s’élevèrent pour tempérer, voire critiquer les conclusions à leurs yeux « alarmistes » du rapport 1995 du GIEC. Plus de 31 000 personnes (mais dont seulement 39 avaient fait des études de climatologie à des degrés divers) ont ainsi signé l'Oregon Petition lancée en 1999 en réaction au protocole de Kyoto visant à réduire les émissions des gaz à effet de serre. Les signataires contestaient que « ces émissions puissent provoquer un réchauffement catastrophique de l'atmosphère terrestre ou une rupture brutale du climat ». La polémique a enflé à la suite du rapport 2001, surtout à l'initiative des milieux conservateurs aux États-Unis. L'influence de cette polémique aux États-Unis apparaît dans une enquête comparant les États-Unis et le Canada, publiée en octobre 2014 par des chercheurs de l'Université de Montréal et de l'Université du Michigan et du Muhlenberg College : 80 % des Canadiens, mais 60 % des Américains estimaient qu'il existe des preuves solides que la température moyenne sur Terre a augmenté depuis 40 ans. Ce taux était considérablement plus restreint en Alberta (72 %) et dans les Prairies (Manitoba et Saskatchewan, 60 %). Parmi les Canadiens percevant un réchauffement, 61 % l'attribuaient à des causes humaines, mais seulement 45 % aux États-Unis. La proportion était la plus élevée au Québec (71 %) et la plus faible en Alberta (41 %), État dont l'économie repose sur l'extraction de gaz et pétrole.
Un consensus certain s'est cependant établi autour des années 2010 et s'est renforcé parmi les scientifiques climatologues ou de spécialités concernant les domaines ayant une influence à court, moyen ou long terme sur le climat : géologie, astrophysique, chimie, histoire, glaciologie, etc. Seul un nombre de plus en plus limité d'entre eux contesta l'influence humaine sur le réchauffement climatique.
Stéphane Foucart relève qu'un article publié le 1er avril 2005 par les géologues Vincent Courtillot, Jean-Louis Le Mouël et le mathématicien Vladimir Kossobokov dans la revue Earth and Planetary Science Letters (EPSL), « l'une des plus fameuses revues savantes en sciences de la Terre », a rompu « le consensus sur le changement climatique récent et sa cause principale ». Pourtant, « les résultats annoncés ne suscitent aucun article de presse à leur publication. Ils ne sont pas beaucoup plus cités par les travaux académiques », ce que Stéphane Foucart explique par le fait que « l'impact du Soleil sur les changements climatiques intervenus au cours du XXe siècle [que l'étude en question entend mettre en avant] est, si l'on peut dire, une vieille lune ».
En 2009, une enquête publiée par Peter Doran et Maggie Zimmerman du Earth and Environmental Sciences Department de l'Université de l'Illinois à Chicago, et à laquelle 3 146 scientifiques ont répondu, laisse penser que « le débat sur l'authenticité du réchauffement global et sur le rôle joué par les activités humaines est largement inexistant parmi ceux qui comprennent les nuances et les bases scientifiques des processus climatiques à long terme ». Elle conclut à l'existence d'un large consensus (90 % des scientifiques interrogés jugeant que les températures mondiales ont « globalement augmenté » depuis le XIXe siècle, et 82 % étant en accord avec l'hypothèse que l'activité humaine a une influence significative sur le climat), avec cependant de larges différences selon le domaine d'expertise, ce dernier chiffre montant à 97,4 % des 79 spécialistes en climatologie, contre 47 % des 103 géologues interrogés.
En 2013, un consensus de 97 % est rapporté par Cook et al sur la base de l'analyse de 11 944 résumés de documents de recherche, dont 4 014 ont pris position sur la cause du réchauffement climatique récent. Un questionnaire adressé aux auteurs de 2 412 articles scientifiques a également permis de confirmer ce consensus de 97 %.
En 2016, l'économiste Richard S. J. Tol arrive à une conclusion différente, mais en incluant des enquêtes faites auprès de non-experts en sciences du climat (tels que des géologues au service d'activités économiques et un groupe auto-sélectionné de scientifiques rejetant le consensus). En 2016, John Cook et ses collègues montrent que pour cette raison le résultat obtenu par Tol n'est pas inattendu, car dans ce domaine le niveau de consensus est corrélé avec le niveau d'expertise en sciences du climat. En outre, il existe deux biais dans le travail de Tol : 1°) il n'a pas différencié les points de vue d'experts et de non-experts ; 2°) il présuppose que les résumés d'articles n'expliquant pas la cause du réchauffement climatique (n'exprimant « aucune position » à ce sujet) sont issus d'auteurs n'adhérant pas à l'idée que le réchauffement a une origine anthropique et représentent une position de « non-endossement ». Cette approche n'est pas scientifiquement pertinente notent John Cook & al. ; si elle était, par exemple, appliquée ailleurs, elle conclurait aussi au non-consensus à propos de théories bien établies comme celle de la tectonique des plaques. Alors qu'au moins 80 académies nationales des sciences partagent ce consensus au vu des études disponibles, Cook et les auteurs de 6 études récentes et indépendantes concluent que ce consensus est partagé par 90 % à 100 % des scientifiques du climat. Ils concluent ensemble dans une étude intitulée « Consensus sur le consensus » qu'un consensus existe chez 90 à 100 % des climatologues et scientifiques de la recherche climatique (selon la question exacte, la date de l'étude et la méthodologie d'échantillonnage), que ce taux est solide, et qu'il est cohérent avec les résultats d'autres enquêtes sur les scientifiques du climat et avec des études évaluées par des pairs. Une seule étude conclut à un taux de consensus plus bas, mais elle comprend un important biais méthodologique.
En septembre 2019, la fondation Clintel, qui dénie le réchauffement climatique, annonce avoir recueilli les signatures de cinq cents scientifiques de treize pays pour adresser à l'ONU une déclaration selon laquelle il n'y a ni urgence ni crise climatique. L'organisateur de cette fondation, l'ingénieur Guus Berkhout, est lié à l'industrie du pétrole, et parmi les quarante signataires français figurent des climato-sceptiques connus et aucun n'a une expertise de climatologie. Ils sont souvent ingénieurs, la moitié est retraitée et un certain nombre provient de l'industrie du gaz ou du nucléaire. Le coordinateur pour la France, Benoît Rittaud, est un mathématicien, président de l’Association des climato-réalistes et contributeur régulier de Valeurs actuelles. Les signataires des autres nationalités présentent un profil semblable selon The Independent avec des climato-sceptiques, des libertariens et des personnalités liées à l'industrie pétrolière. Selon Der Spiegel plusieurs signataires allemands ont des liens avec la droite radicale,. Une analyse de vérification des faits de cette lettre a été effectuée par les scientifiques de l'organisation Climate Feedback. Elle lui a conféré une crédibilité scientifique générale de « très faible » et l'a caractérisée comme « biaisée, cueillette de cerise, inexacte, trompeuse ».
Du côté des sociétés civiles, les citoyens des États-Unis sont longtemps restés parmi les plus climatosceptiques, notamment parce qu'ils pensaient (et pensent encore pour beaucoup) que les scientifiques ne sont pas d'accord sur le sujet, en particulier parce que c'est ce que répètent depuis plus de 20 ans de nombreux leaders politiques américains. Anthony Leiserowitz et al. ont constaté en 2015 que seuls 12 % du public des États-Unis ne se trompent pas sur le consensus scientifique, estimant avec précision que 91 à 100 % des scientifiques sont d'accord sur les causes du dérèglement climatique. De plus, Eric Plutzer et al. ont mesuré en 2016 que seuls 30 % des enseignants en sciences des écoles primaires et 45 % de ceux des classes secondaires étaient conscients du fait que le consensus scientifique dépassait 80 % ; et 31 % des cours sur le changement climatique présentaient aux élèves des messages contradictoires (mettant l'accent à la fois sur le consensus et le supposé dissensus scientifique). La désinformation sur le changement climatique induit une baisse du niveau de compréhension et de ce que A. M. McCright et d'autres nomment l'« alphabétisation climatique », et change les attitudes dans le domaine des sciences cognitives. Naomi Oreskes en 2010 et Sander L. van der Linden (en) et al. en 2016 montrent qu'instiller le doute sur le consensus scientifique sur le changement climatique est l'un des moyens les plus efficaces de réduire l'acceptation des changements climatiques, d'une part, et le soutien aux politiques d'atténuation, d'autre part,. Cela explique que l'argument du non-consensus scientifique a été le plus commun entre 2007 et 2010 dans les actions de lobbying visant à discréditer le fait que la quasi-totalité des climatologues pensent que le changement climatique est en grande partie causé par l'humanité, avec des méthodes d'instillation du doute dans l'opinion publique et des décideurs reprenant celles déjà utilisée par l'industrie du tabac. Alors que le consensus scientifique est presque total sur le point du réchauffement climatique, Boussalis & Coan montrent en 2016 que la désinformation et les attaques contre la science du climat persistent de la part de certaines organisations conservatrices.
L'idée que se font eux-mêmes les citoyens des États-Unis sur ce sujet semble néanmoins rapidement évoluer de 2010 à 2016 : un sondage lancé en 2016 par l'École des politiques publiques de l'Université du New Hampshire donne 65 % des sondés estimant que « le changement climatique se déroule maintenant, et qu'il s'explique principalement par les activités humaines » ; 28 % estimaient qu'il existe, mais qu'il provient principalement de causes naturelles ; et 3 % estimaient que le changement climatique n'existe pas. Deux autres enquêtes ajoutent que l'opposition historiquement forte des électeurs américains aux taxes et à l'augmentation des taxes pourrait ne pas concerner la taxe carbone ou les taxes visant à réduire les émissions de carbone. En novembre-décembre 2016, près de 80 % des électeurs américains enregistrés disaient, avant les élections, souhaiter favoriser les taxes sur la pollution associée au réchauffement climatique, la réglementation de cette pollution ou les deux. Paradoxalement, alors que Donald J. Trump se présentait plutôt comme climatosceptique en refusant l'Accord de Paris sur le climat, fin 2016 près de la moitié des personnes ayant voté pour lui disaient penser que les changements climatiques sont en train de se produire, et près de 60 % qu'il faut réguler les émissions de carbone. Beaucoup des électeurs de Donald Trump appuieraient un programme sur la taxe sur le carbone, l'action climatique et les énergies propres.

### Les courbes de température
Entre 2001 et 2010, plusieurs arguments étaient avancés pour réfuter l'idée qu'un réchauffement climatique était en cours. Certains de ces arguments reposaient sur une contestation des mesures de température effectuées pendant les dernières décennies, ou sur les reconstructions de température effectuées sur les périodes plus anciennes.

#### Méthodes de mesure

Graphique des anomalies des températures globales moyennes de surface par rapport à la moyenne 1951-1980.

Clarification des points de controverses,, :
1. Au cours des 300 000 dernières années l'augmentation des températures fut suivie par l'augmentation du CO2.
2. L'augmentation de la température entre 1850 et 2020 n'est pas controversée.
3. L'augmentation de la température entre 1970 et 2020 n'est pas controversée.
4. La question de situer l'année du record de température aux États-Unis en 1934 ou en 1998 était controversée en 2009. Elle est désormais obsolète, ces deux records de 1934 et 1998 ayant tous deux été battus en 2012[40].
5. L'accès aux données de température par les scientifiques avant 1979 étant limité (pas ou peu de mesures satellitaires), les courbes de température d'avant 1979 étaient controversées en 2009.

Pendant la période historique, des phases chaudes et froides ont généralement alterné : une phase chaude dans l'Antiquité, une période froide entre les IVe et IXe siècles, une période plus chaude dans l'hémisphère nord du Xe au XIVe siècle, connue sous le nom d'optimum climatique médiéval, un refroidissement dans la même zone en 1400-1850, le petit âge glaciaire, une période de réchauffement de 1910 à 1940, une période de refroidissement de 1940 à 1975, et une période de réchauffement depuis 1975.
Les courbes de températures sur ces périodes ont été obtenues par des moyens très différents : température de surface des océans, analyse de rapports isotopiques de sédiments marins, anneaux de croissance des arbres, rapports isotopiques dans des concrétions. Elles sont corroborées par des faits historiques, des écrits, des observations notamment sur les récoltes[Lesquels ?].

#### Contestation des courbes entre 2001 et 2010
En 2009, l'Institut Heartland, un think tank conservateur et libertarien niant la responsabilité humaine dans le réchauffement climatique, avançait que les écarts constatés entre les stations au sol et les mesures atmosphériques étaient dus au fait que les mesures ont été faites près de centres urbains. C'est l'hypothèse de l'effet « îlot de chaleur urbain ». Cependant, des traitements statistiques sont mis en œuvre pour corriger ces phénomènes. Ils sont également appliqués pour corriger les mesures prises le long des routes maritimes, compte tenu des changements des trajets maritimes au cours du dernier siècle.
Le troisième rapport du GIEC (2001), qui utilisait ces mesures terrestres, concluait que les différences constatées entre les augmentations de températures des stations rurales, d'une part, et urbaines, d'autre part, n'affectent pas de façon significative les reconstitutions. Des études ultérieures ont confirmé qu'on ne pouvait attribuer l'augmentation des températures à cet effet de chaleur urbain,.
Certains observateurs font remarquer que l'évolution des températures est corroborée par un grand nombre d'indicateurs. Par exemple, les mesures satellitaires réalisées depuis vingt-cinq ans environ (plus précises et couvrant une superficie beaucoup plus grande que les mesures terrestres) sont conformes aux mesures de surface et tendent à confirmer l'estimation la plus basse du GIEC. Le quatrième rapport du GIEC (2007) notait que les températures relevées par ballons-sondes ou par satellites, loin de tout centre urbain, sont similaires aux mesures effectuées au sol. On observe également un réchauffement notable en Arctique, ainsi que dans les océans. Par ailleurs, l'hypothèse d'un réchauffement ne repose pas seulement sur des données mesurées, mais également sur des observations portant sur l'environnement (fonte de la banquise et des glaciers, élévation du niveau de la mer, précocité des vendanges, augmentation de la fréquence de phénomènes climatiques extrêmes, ou migration d'espèces animales ou végétales par exemple).
|    | Années | stations sol + océans Écarts/moyenne | stations au sol seules Écarts/moyenne |
| -- | ------ | ------------------------------------ | ------------------------------------- |
| 1  | 2016   | +0,99 °C                             | +1,25 °C                              |
| 2  | 2017   | +0,90 °C                             | +1,13 °C                              |
| 3  | 2015   | +0,87 °C                             | +0,98 °C                              |
| 4  | 2014   | +0,73 °C                             | +0,88 °C                              |
| 5  | 2010   | +0,70 °C                             | +0,91 °C                              |
| 6  | 2005   | +0,67 °C                             | +0,87 °C                              |
| 7  | 2007   | +0,64 °C                             | +0,85 °C                              |
| 8  | 2013   | +0,64 °C                             | +0,81 °C                              |
| 9  | 2009   | +0,63 °C                             | +0,79 °C                              |
| 10 | 1998   | +0,62 °C                             | +0,83 °C                              |

Température moyenne de l'Amérique du Nord, comparaison entre le graphe de température du GIEC en rouge et celui proposé en 2009 par l'équipe de Vincent Courtillot en bleu. Selon Courtillot, le record de température pour les États-Unis était en 1930, tandis que le GIEC indiquait une température maximale en 1998. La question est désormais obsolète, les deux records ayant été battus par celui de 2012.

Entre 2003 et 2010, une critique concernait la reconstitution des températures depuis l'an mil utilisée dans le troisième rapport du GIEC (2001), dont la forme, dite en « crosse de hockey » est particulièrement spectaculaire : la montée des températures lors du dernier siècle y apparaît inhabituelle au regard de l'évolution du dernier millénaire, accréditant la thèse d'un réchauffement d'origine anthropique. Stephen McIntyre, un ingénieur travaillant dans les mines, et Ross McKitrick, un économiste, ont remis en cause la validité de cette reconstitution, considérant que des erreurs de méthodologie avaient entaché la procédure. Michael E. Mann, le chercheur à l'origine de la courbe, a contesté ces affirmations, en particulier sur le blog « real climate ». L'affaire a eu des répercussions jusqu'au Sénat des États-Unis où le sénateur Joe Barton, opposé à la signature des accords de Kyoto, s'appuya sur l'article de McIntyre et McKitrick et sur le rapport qu'il avait demandé au statisticien Wegman qui allait dans le même sens pour contester les conclusions du GIEC sur l'influence de l'homme sur le climat. Dans le même temps, l'Académie des sciences américaine commandait un autre rapport, dont les conclusions sont beaucoup plus favorables à Mann et à la courbe en crosse de hockey, même si elle critique la façon dont elle a été utilisée.

Température moyenne de l'Europe, comparaison entre le graphe de température du GIEC en rouge et celui proposé en 2009 par l'équipe de Vincent Courtillot en bleu. Courtillot affirme qu’on lui a refusé les données permettant de calculer la courbe de température mondiale calculée par le met office et qui sert de référence au GIEC. La méthodologie de Courtillot a cependant également été critiquée,, lors d'un débat à l'académie des sciences. L'évolution des températures pendant la décennie 2010-2019 a une forme correspondant à celle prévue par le GIEC, invalidant l'hypothèse de saut de température ponctuel de M. Courtillot.

Pour certains, cette courbe a été délibérément falsifiée dans le but de faire croire à une influence humaine prépondérante sur le climat. Le quatrième rapport du GIEC (2007) confirmait les observations d'élévation de température au cours du dernier demi-siècle. Il estime à plus de 90 % (respectivement plus de 66 %) la probabilité que la température moyenne dans l'hémisphère nord entre 1950 et 2000 est la plus élevée que durant n'importe quelle autre période de 50 ans sur les derniers 500 ans (respectivement 1 300 ans). Le degré d'incertitude important sur la période longue a conduit le GIEC à ne pas reprendre la courbe à l'origine de la controverse dans son quatrième rapport de 2007. Les courbes présentées dans le rapport de synthèse débutent à 1850.
Remise dans un contexte temporel plus large, il apparaît que l'interprétation des données à partir des années 1970 seulement offre une vision biaisée de l'évolution des températures en présentant une croissance monotone. Sur une échelle plus large, la même courbe peut apparaître comme la superposition d'une croissance linéaire et de variations multi-décennales,[source insuffisante].

#### Pause dans le réchauffement entre 1998 et 2010
Les écarts de température par rapport à la moyenne 1951-1980 connurent un maximum en 1998, année marquée par un événement El Niño important. Il fallut attendre sept ans pour que ce maximum soit battu, puis encore cinq ans pour que le deuxième maximum soit à nouveau battu. Ces durées laissèrent penser qu'une pause du réchauffement climatique était en train de se produire et servirent d'argument pour remettre en cause l'existence d'un réchauffement.
Le Professeur Phil Jones, du Climatic Resarch Unit (CRU), a déclaré en 2010 que depuis quinze ans, il n'y avait pas eu de réchauffement statistiquement significatif.
Un des motifs pour lesquels James Lovelock, en 2012, a récusé l'alarmisme dans lequel il déclarait avoir lui-même donné est que, depuis le début du millénaire, on n'a plus constaté de réchauffement significatif, alors que la teneur de l'atmosphère en dioxyde de carbone continue d'augmenter : « Elle (la température) est restée presque constante, alors qu'elle aurait dû s'élever - la teneur en dioxyde de carbone s'élève, pas de doute là-dessus ».
Le cinquième rapport du GIEC (2014) a confirmé que le taux de réchauffement a été réduit à 0,05 °C par décennie entre 1998 et 2012 contre 0,12 °C par décennie entre 1951 et 2012. Cependant, selon le GIEC, ce phénomène n'était dû qu'à la variabilité naturelle de l’évolution du climat et la tendance au réchauffement sur une longue période n'était donc pas remise en cause. Désormais, le phénomène actuel de ralentissement du réchauffement climatique est expliqué par une conjonction de facteurs naturels refroidissants, entraînant un réchauffement plus faible que la tendance attendue. Une étude de 2014 du CSIRO, un organisme gouvernemental australien pour la recherche scientifique, qui porte sur l' « évaluation statistique probabiliste » basée sur une série chronologique des températures mondiales anormales jusqu'en juin 2010, considère l'activité anthropique comme responsable du réchauffement climatique avec une certitude de 99,999 %.
La thèse de la pause (ou hiatus) dans le réchauffement est dépassée depuis 2016. Pendant la période 2000-2010 en effet, la quantité de chaleur a continué à s'accumuler dans les océans. Puis, avec la prise en compte des années 2013, 2014 et 2015, la courbe des températures a retrouvé sa tendance antérieure, perturbée quelque temps par le phénomène El Niño exceptionnel de 1998. De plus, des corrections statistiques sur les données anciennes détaillées par un article de la revue Science (pour les périodes d'avant-guerre, les seules données de températures en mer étaient faites à partir des navires ; or elles apparaissent systématiquement plus chaudes que celles faites au moyen de bouées) contribuent à éliminer le hiatus des années 2000,

#### Accusation de falsifications des données
En juin 2014, le journaliste Christopher Booker soutient, sur la base de comparaisons publiées par le blog américain de Steven Goddard « Real Science », qu'au cours des dernières années, la NOAA (USHCN) a « ajusté » les données climatologiques historiques, relatives aux États-Unis, avant de les rendre accessibles au public : selon C. Booker, la NOAA remplaçait les températures réelles par des données « fabriquées » à l'aide de modèles informatiques. « L'effet de ceci a été d'abaisser des températures antérieures et d'exagérer celles des dernières décennies, pour donner l'impression que la Terre s'est réchauffée bien davantage que ce qui est justifié par les données réelles ». La thèse de Goddard est considérée par le climato-sceptique Anthony Watts (en) comme excessivement accusatrice envers la NOAA et pointe certaines failles du raisonnement tout en mentionnant que la technique de normalisation utilisée par la NOAA a un certain effet.

### Causes
D'autres arguments ont été avancés pour tempérer les propos considérés comme alarmistes du GIEC. Tout en reconnaissant l'existence d'un réchauffement climatique, ces arguments consistent à nier la responsabilité humaine dans le réchauffement et à proposer des causes naturelles. Avancés par quelques scientifiques, ils n'ont pas été repris par le reste de la communauté scientifique ou ont été réfutés.
Clarification des points de controverse,, :
1. L'importance respective des gaz à effet de serre d'origine anthropique et des facteurs naturels dans le réchauffement depuis 1950 était controversée en 2010.
2. L'augmentation de température depuis 1950 n'est pas controversée.
3. L'absence de réchauffement d'origine humaine avant 1950 n'est pas controversée.
4. La nécessité de diminuer nos consommations de pétrole et de gaz naturel n'est pas controversée.

#### Hypothèse d'une variation naturelle du climat
Le climat connaît des variations régulières et Marcel Leroux (1938-2008) faisait remarquer que le réchauffement annoncé s'inscrivait dans ces variations. Ainsi, un réchauffement récent, l'optimum climatique médiéval, a eu lieu au Moyen Âge, suivi d'une période de refroidissement, le petit âge glaciaire, entraînant des variations importantes de l'étendue des glaciers. On pense que ces derniers étaient plus courts en 1200 qu'aujourd'hui, avant de connaître une crue glaciaire entre le XIVe siècle et la fin du XIXe siècle. Selon un historien du XIXe siècle, Joseph Roman, une voie de l'Antiquité romaine serait encore aujourd'hui recouverte par des glaciers, mais aucun élément matériel ne permet d'appuyer ses propos,,.
Lors de l'optimum climatique médiéval, la culture de la vigne s'est développée en Angleterre. Par ailleurs, des Vikings se sont installés à la même époque au Groenland. Le nom de ce pays signifiant « pays vert » en danois, des climato-sceptiques tels que Claude Allègre en tirèrent comme argument que le Groenland n'était pas à l'époque recouvert de glace, et que comme il n'y avait à l'époque pas beaucoup d'émissions de CO2 d'origine humaine, il n'y a pas de liens entre CO2 anthropique et fonte des glaciers. A contrario, les arguments avancés pour ne pas surestimer ce réchauffement reposent sur le fait que, d'une part, les vignes poussent encore aujourd'hui dans le Yorkshire, d'autre part que le nom de Groenland aurait été choisi par l'explorateur Erik le Rouge afin d'attirer des colons, et que leurs implantations ont été limitées et situées sur une bande côtière au sud de l'île,. Les Vikings furent présents au Groenland de l'an 1000 à 1400 environ et la fin de leur implantation est probablement due à plusieurs facteurs : refroidissement du climat, baisse du commerce de l'ivoire avec les pays européens, voire rupture des liaisons avec le continent en raison de l'épidémie de peste noire entre 1347 et 1352, affrontements avec les Inuits progressant depuis le Nord,.
Sur le long terme, des variations climatiques sont dues à l'échelle astronomiques aux variations des paramètres de Milanković. 

Trois phénomènes astronomiques affectent le mouvement de certaines planètes du système solaire, dont la Terre : les variations de l'excentricité de l'orbite, les oscillations de l'inclinaison de l'axe et la précession des équinoxes. Leur variation cyclique entraîne des changements climatiques naturels, qui sont en particulier à l'origine des périodes glaciaires et interglaciaires. Ces phénomènes se produisent sur de longues périodes et n'expliquent pas un réchauffement se produisant en quelques décennies.

#### Hypothèse d'un rôle surévalué duCO2
Le réchauffement climatique est attribué à une origine humaine, responsable de la production excessive de gaz à effet de serre, parmi lesquels le CO2, qui se dégage notamment par combustion des énergies fossiles. Les carottages glaciaires réalisés en Antarctique montrent une corrélation étonnante entre la température et le taux de CO2 dans l'atmosphère. Ces relevés ont tout naturellement conduit à lier la production de CO2 à l'élévation de température. Des premières études suggéraient que l'augmentation du CO2 était intervenue environ 800 ans après celle de la température antarctique lors de la dernière déglaciation (surnommée Terminaison I, TI) et lors de la Terminaison III. Ce retard éliminait le CO2 comme cause possible du réchauffement, tout au plus était-il un amplificateur. Mais des études plus récentes ont permis de dater plus précisément les enregistrements réalisés et ont remis en cause les résultats et les méthodes utilisées dans ces premières études. Elles montrent un déphasage quasi nul pour la dernière déglaciation et pour la Terminaison II entre le CO2 et la température antarctique, compatible avec une causalité du CO2.
L'impact de l'activité humaine sur le réchauffement climatique est illustré par une comparaison entre les températures des jours de semaine et celles des fins de semaine : en 2003, une étude américaine conduite par Piers Forster (en) portant sur 30 ans et plus de 1 000 stations montre que, pendant les week-ends, l'amplitude de température entre le jour et la nuit est de 0,5 °C en moyenne plus forte que celle des autres jours de la semaine. Cette différence entre jours de semaine et week-ends est corrélée au cycle hebdomadaire de l'activité humaine (forte la semaine et faible le week-end). Ces études font appel à des mesures de surface, éventuellement sujettes à l'effet d'îlot urbain.

#### Hypothèse d'un réchauffement sur d'autres planètes du système solaire
En 2007, Habibullo Abdussamatov, qui dirigeait l'observatoire astronomique de Saint-Pétersbourg, doutait que l'activité humaine fût responsable du réchauffement de la Terre en avançant comme argument que le même phénomène était également observable sur Mars, ce qui peut conduire à penser que la même cause, due au Soleil, est à l'origine des deux observations. Cette hypothèse fut cependant réfutée par le fait que dans ce cas, on aurait dû observer également un réchauffement des autres planètes. Selon les climatologues, les causes du réchauffement de Mars sont propres à cette planète, et en aucun cas liées à une origine extérieure, notamment solaire, qui serait partagée avec la Terre.

#### Hypothèse d'une influence négative de la vapeur d'eau
Depuis 2002, le satellite AQUA de la NASA réalise des mesures précises du cycle de la vapeur d'eau atmosphérique, principal gaz à effet de serre, des nuages et des précipitations, en vue d'en mieux connaître les rétroactions dans l'évolution de la température atmosphérique. En juin 2008, le professeur Roy Spencer (scientist) (en), après analyse des données, conclut que, contrairement aux modélisations utilisées par les divers centres de recherche, l'eau atmosphérique apporte une forte rétroaction négative à l'effet de serre et que l'évaluation du réchauffement global doit être très fortement diminuée[source insuffisante].

#### Hypothèse d'une saturation de l'effet de serre
Début 2008, Ferenc Miskolczi, physicien hongrois, publie un article dans une revue scientifique de Hongrie, dans lequel il présente une modélisation nouvelle de « l'effet de serre borné dans une atmosphère finie semi-transparente ». Son étude, qui est encore discutée[réf. nécessaire], aboutit d'une part à la conclusion que l'influence des gaz à effet de serre sur le réchauffement climatique est surestimée par le GIEC et qu'il faut rechercher d'autres causes à ce réchauffement ; d'autre part que l'effet de serre terrestre est « saturé », qu'il ne peut ni augmenter ni diminuer et que l'augmentation de la contribution d'un composant atmosphérique à cet effet est compensé par une diminution de celle d'un autre composant : une augmentation du CO2 serait ainsi compensée par une diminution de l'humidité relative.

#### Hypothèse des fluctuations de l'activité solaire

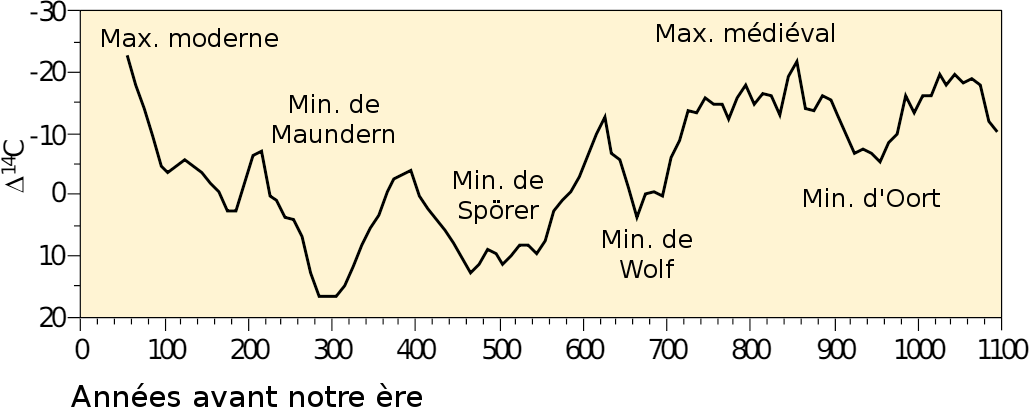
Activité solaire depuis l'an 900, mesurée par la variation de quantité de carbone 14 par rapport à l'actuel, dans le bois (plus il y avait d'activité solaire et moins il y avait de carbone 14 produit dans l'atmosphère et le bois de l'époque, car les vents solaires dévient les rayons cosmiques qui produisent le carbone 14).

Le Minimum de Maunder correspond à un déficit marqué du nombre de taches solaires entre 1645 et 1715. Un siècle après le minimum de Maunder eut lieu le minimum de Dalton. Indépendamment de ces périodes de minimum apparaît très clairement une modulation du nombre de taches solaires, suivant le cycle solaire d'environ 11 ans.

Les simples variations de flux thermiques solaires n'expliquent pas les anomalies de températures. Mais l'hypothèse d'une influence de l'activité solaire (c'est-à-dire le nombre d'éruptions à la surface du soleil, observées depuis Galilée sous la forme de taches solaires) a été avancée en 1991 par Knud Lassen de l'Institut danois de météorologie de Copenhague et son collègue Eigil Friis-Christensen. Cette théorie expliquerait 80 % des variations de température sur les quatre derniers siècles. Elle fut de nouveau avancée en 1997 par Eigil Friis-Christensen et Henrik Svensmark.
Selon eux, une forte activité solaire entraînerait une diminution du flux des rayons cosmiques d'origine galactique, réduisant l'ionisation de l'atmosphère et entraînant une moindre formation des noyaux de gel et de condensation. La couverture nuageuse se réduirait, diminuant l'albédo de la planète et permettant ainsi un réchauffement,. À l'inverse, une faible activité solaire devrait être liée à un refroidissement. À l'appui de cette thèse, le Minimum de Maunder, durant le Petit âge glaciaire, approximativement située entre 1645 et 1715, correspond à une époque durant laquelle le nombre de taches solaires, et donc le champ magnétique du Soleil et toutes les formes d'activité qui en découle, étaient significativement plus faibles qu'aujourd'hui. Le lien entre environnement et activité solaire a également été mis en évidence par l'étude de données hydrologiques en Afrique du Sud. Les enregistrements du soleil et de la température globale de surface semblent relativement corrélés aussi bien sur des échelles de temps courtes que longues si l’on adopte les méthodologies et modèles solaires appropriés[source insuffisante]. Les travaux de l'équipe de Svensmark ont trouvé de nombreux échos dans la communauté scientifique autour des années 2000,,.
Cependant, peu de temps après l'exposé de la théorie de Friis-Christensen et Svensmark, l'américain Paul Damon et le danois Peter Laut dirent avoir trouvé des erreurs dans les données citées pour soutenir leur hypothèse. En outre, une réduction de la couverture nuageuse diminue certes l'albédo, mais diminue également l'impact de l'effet de serre et il est plus difficile de déterminer si le bilan final entraîne un réchauffement ou un refroidissement de l'atmosphère. Enfin, le rôle des rayons cosmiques dans la création des noyaux de condensation est discuté, en particulier dans les basses couches de l'atmosphère où les aérosols semblent jouer un rôle prédominant.
Par ailleurs, Dans l'édition du 6 mai 2000 de l'édition américaine du magazine britannique New Scientist, Lassen et l'astrophysicien Peter Thejll, complétant l'étude de 1991 avec de nouvelles données, conclurent que bien que le cycle solaire puisse expliquer environ la moitié de l'accroissement en température observé depuis 1900, il ne pouvait en aucune manière expliquer l'accroissement de 0,4 °C depuis 1980. En effet, les données indiquent que la corrélation entre les températures et l'activité solaire n'est plus valable pour les trente dernières années, cette dernière étant restée à peu près constante. Cette absence de la corrélation climat-activité solaire depuis les années 1980 est reconnue par Eigil Friis-Christensen lui-même en 2002.
En 2007, le quatrième rapport du GIEC estime que le forçage radiatif dû aux gaz à effet de serre produits par l'activité humaine est dix fois plus important que celui dû au rayonnement solaire. En 2014, ce ratio a été porté à quarante fois par le cinquième rapport du GIEC.
L'expérience CLOUD (en) (Cosmic Leaving OUtdoor Droplets), qui utilise l'installation du synchrotron à protons du CERN, a montré en 2016 que les variations d'intensité du rayonnement cosmique n'affectaient pas de manière significative le climat actuel, invalidant cette hypothèse,.

### Modèle de simulation numérique
Alors que dans les années 1970, on s'interrogeait sur les cycles de refroidissement et de réchauffement du climat et sur les tendances qu'il allait adopter,,, le développement de modèles climatiques informatisés est désormais utilisé pour établir des prévisions sur lesquelles le GIEC base ses recommandations. Les résultats de ces prévisions sont discutés pour fournir une prédiction finale avec un indice de confiance. Il faudra attendre plusieurs décennies pour vérifier la conformité des modèles aux prévisions.
En 2001, Peter Stott et d'autres chercheurs du centre Hadley du Royaume-Uni ont publié un article portant sur le modèle de simulation numérique le plus complet jamais réalisé sur le XXe siècle. Leur étude comprenait à la fois les agents de forçage naturels (variations solaires, émissions volcaniques, etc.) et le forçage anthropique (gaz à effet de serre, aérosols, etc.). À l'instar de Lassen et de Thejll, ils trouvèrent que les facteurs naturels expliquaient un réchauffement graduel jusqu'en 1960, suivi d'un retour à des températures proches de celles de la fin du XIXe siècle, en accord avec le changement graduel du forçage solaire au cours du XXe siècle et de l'activité volcanique des dernières décennies. Ces facteurs seuls étaient incapables d'expliquer le réchauffement des dernières décennies.
De façon similaire, le forçage anthropique seul ne pouvait expliquer le réchauffement de la période 1910-1945, mais se révélait nécessaire pour simuler le réchauffement depuis 1976. Cependant, en combinant tous ces facteurs intervenants, l'équipe de Stott fut en mesure de simuler précisément les changements de températures planétaires au cours du XXe siècle. Ils prédirent que l'émission continue de gaz à effets de serre causerait des montées de température futures « à un rythme similaire à celui qu'on a pu observer durant les dernières décennies ». Un graphique de la relation entre les facteurs naturels et anthropiques contribuant au changement de climat est reproduite sur le rapport Climate Change 2001: The Scientific Basis du GIEC.
Par ailleurs, dans la conclusion de son rapport d'octobre 2010 sur le changement climatique, l'académie des sciences française indique que : « Des incertitudes importantes demeurent sur la modélisation des nuages, l’évolution des glaces marines et des calottes polaires, le couplage océan-atmosphère, l’évolution de la biosphère et la dynamique du cycle du carbone ».

### Antarctique
Pendant des décennies, la superficie de la banquise de l’Antarctique a augmenté malgré le réchauffement climatique. Ce phénomène a provoqué la perplexité de la communauté scientifique puisqu'il semblait contredire les prévisions de réchauffement. Après avoir atteint un maximum en 2014, la banquise s’est mise à y fondre très rapidement,,.
L'explication de ce phénomène est assez simple : l'air, en se réchauffant, voit son taux d'humidité augmenter, ce qui augmente les chutes de neige, compensant en partie la fonte due au réchauffement. À cela s'ajoute le fait que la fermeture du trou dans la couche d'ozone a refroidi l’atmosphère.

### Effets bénéfiques du réchauffement
Guy Stewart Callendar voyait dans ce réchauffement des effets bénéfiques qui rendraient les climats nordiques plus doux et retarderaient notamment un « retour meurtrier des glaciers » annoncé par la théorie des cycles climatiques de Milutin Milanković. Parmi les effets positifs, on peut citer l’amélioration de la navigation et du transport maritime en mer Baltique et en Arctique, l’accès aux ressources de l'océan Arctique ; l'élévation de la température et des concentrations atmosphériques en CO2 vont favoriser le métabolisme des végétaux et leur photosynthèse et augmenter la productivité végétale, le dégel du pergélisol va permettre d'augmenter les surfaces cultivables, les dépenses énergétiques pour le chauffage devraient globalement diminuer, enfin le coût sociétal des pathologies liées au froid (engelures, rhumes, etc.) devrait également diminuer.

## Entre débat politique et scientifique

### Glaciers de l'Himalaya dans le rapport GIEC 2007
Même si les publications des travaux du GIEC reposent sur un processus strict, nécessitant l'accord aussi bien d'experts que de représentants gouvernementaux[source insuffisante], une erreur concernant la date de fonte des glaciers de l'Himalaya s'est glissée dans le rapport de 900 pages de 2007. Georg Kaser, de l'Institut de glaciologie d'Innsbrück, déclarait avoir averti le GIEC dès 2006 de cette erreur. En 2010, le GIEC a reconnu l'erreur, déclarant que le paragraphe en question « se réfère à des estimations peu fondées sur la vitesse du recul des glaciers de l'Himalaya et la date de leur disparition ». Il s'est avéré en effet que l'affirmation selon laquelle les glaciers de l'Himalaya auraient fondu en 2035 selon une probabilité « très haute » n'était fondée que sur une interview d'un scientifique indien « de second plan », Syed Hasnain, dans New Scientist, reprise ensuite par le WWF. Selon Julian Dowdeswell, directeur du Scott Polar Research Institute de Cambridge, la prévision du GIEC était « irréaliste ». De plus l'analyse des conséquences de cette fonte était elle aussi « irréaliste ». Murari Lal, qui a supervisé le chapitre sur les glaciers, devait reconnaître lui-même qu'il n'était pas expert en glaciers. Pour Fred Pearce, auteur de l'entretien du New Scientist, la confiance placée par le GIEC dans les données indiquées par le WWF était « extrêmement paresseuse ».
Le GIEC a reconnu que ces erreurs sur les glaciers de l'Himalaya provenaient d'un non-respect des procédures de validation, mais que cette seule erreur dans un rapport de plus de 900 pages ne remettait pas en cause ses conclusions principales, à savoir que le réchauffement climatique est mesurable, qu'il va s'accélérer, et qu'il a une origine humaine due au dégagement de gaz à effet de serre, parmi lesquels le CO2,.

### Pressions au sein de la communauté scientifique
Une étude d'un groupe de surveillance nommé Union of Concerned Scientists publiée par New Scientist en 2007 tendait à démontrer qu'une fraction importante des scientifiques américains aurait subi, notamment de la part de la Maison-Blanche, des pressions destinées à les pousser à remettre en cause le réchauffement climatique. L'article de New Scientist évoque également les accusations de lobbying portées contre l'industrie pétrolière.
En 2011, l'Association américaine pour la promotion de la science (AAAS) rapporte publiquement l'existence d'attaques personnelles, de harcèlements et même de menaces de mort contre des climatologues, principalement en Australie et aux États-Unis. Elles évoquaient le cas concret du paléoclimatologue Michael Mann qui à la suite de la publication d'une étude reprise par GIEC dans laquelle il affirmait que les années 1990 étaient probablement la décennie la plus chaude et 1998 l'année la plus chaude du dernier millénaire, fut requis par l'élu texan Joe Barton de publier les détails de cette analyse, ce qu'il refusa. L'American Meteorological Society et l'American Geophysical Union avaient protesté estimant que les demandes de Barton concernant le travail d'un scientifique sentait l'intimidation. En 2014, le professeur Lennart Bengtsson, météorologue suédois réputé, lauréat du prix 2006 de l'Organisation Météorologique Internationale pour ses contributions à la modélisation climatique, adhère à la Global Warming Policy Foundation, un laboratoire d'idées (think tank) anglais de tendance climato-sceptique, fondé à la suite du Climategate. En mai 2014, moins d'un mois après son adhésion, il démissionne en raison de ce qu'il décrit comme « une pression de groupe énorme » dans un climat rappelant le maccarthysme,. Dans le même temps, la publication d'un article rédigé par Bengtsson avec quatre autres chercheurs et confrontant les prévisions tirées des modèles du GIEC (AR4 & AR5) aux observations (en utilisant les données de référence du GIEC) est refusée par la revue Environmental Research Letters,.

### Poids des discours sceptiques et scientifiques dans les médias
Le 10 mars 2010, la revue Nature publie un éditorial intitulé « Climat de peur » (Climate of fear), dans lequel elle invite les scientifiques à considérer qu'ils sont désormais engagés dans un « combat de rue » avec « la communauté des contestataires du réchauffement global ». Elle considère que les chercheurs sont désemparés face au jeu des sceptiques avec les médias, qu'elle accuse de complicité : « La plupart des chercheurs n'ont aucun repère dans ce type de bataille car il ne s'agit que superficiellement de science. L'objectif réel est d'attiser le feu de la radio, du câble, de la blogosphère et assimilés, lesquels se nourrissent d'histoires d'anticonformisme et prennent rarement le temps de vérifier les faits et d'examiner les preuves. La politesse, l'honnêteté, les faits et la relativisation ne sont pas de mise. »
La revue estime que la communauté scientifique doit tirer les enseignements qui s'imposent de la médiatisation de l'affaire des e-mails du CRU et de l'erreur du rapport du GIEC de 2007, à savoir que « la confiance du public envers les scientifiques n'est pas seulement basée sur leur compétence, mais également sur sa propre perception de leur objectivité et de leur ouverture. Les chercheurs devraient s'en souvenir à tout moment, même en échangeant de simples e-mails entre collègues. » Enfin, l'éditorial indique que les scientifiques doivent saisir toutes les occasions pour réaffirmer le consensus : « Le noyau scientifique appuyant la thèse du réchauffement climatique anthropique n'a pas changé. Cela doit être répété encore et encore, dans autant de contextes que possible. Les scientifiques ne doivent pas être naïfs au point de supposer que les données parlent d'elles-mêmes. Les gouvernements non plus. Les agences scientifiques aux USA, en Europe et ailleurs sont restées singulièrement silencieuses lors des récentes controverses ».
Le 31 mars 2010, 410 chercheurs français travaillant sur le climat écrivent une lettre à la ministre française de l'enseignement supérieur et de la recherche, Valérie Pécresse, lui demandant d'exprimer publiquement sa confiance vis-à-vis de leurs travaux, et de désavouer les accusations, largement relayées par les médias, de Claude Allègre et de Vincent Courtillot envers le GIEC et les climatologues. Comme d'autres avant eux,, ils accusent en particulier Claude Allègre de manipulation et de mensonges, voire de falsification.
Indiquant qu'elle « ne peut trancher un tel débat sans l’avis des pairs », Valérie Pécresse réagit en demandant l'organisation d'un débat sur le sujet au sein de l'Académie des sciences. Celle-ci a rendu son rapport en 2010 et conclut que plusieurs indicateurs indépendants montrent une augmentation du réchauffement climatique de 1975 à 2003. Cette augmentation est principalement due à l’augmentation de la concentration du CO2 dans l’atmosphère. L’augmentation de CO2 et, à un moindre degré, des autres gaz à effet de serre, est incontestablement due à l’activité humaine. Elle constitue une menace pour le climat et, de surcroît, pour les océans en raison du processus d'acidification qu’elle provoque. Cette augmentation entraîne des rétroactions du système climatique global, dont la complexité implique le recours aux modèles et aux tests permettant de les valider. Les mécanismes pouvant jouer un rôle dans la transmission et l’amplification du forçage solaire et, en particulier, de l’activité solaire ne sont pas encore bien compris. L’activité solaire, qui a légèrement décru en moyenne depuis 1975, ne peut être dominante dans le réchauffement observé sur cette période. Des incertitudes importantes demeurent sur la modélisation des nuages, l’évolution des glaces marines et des calottes polaires, le couplage océan-atmosphère, l’évolution de la biosphère et la dynamique du cycle du carbone[…].
Le 15 octobre 2015, lors de la révision d'une plainte, l'ombudsman de la Société Radio-Canada réaffirme que les climato-sceptiques n'avaient pas leur place dans ce média[source insuffisante].
Le poids des discours sceptiques et scientifiques a été décrit aux États-Unis,,.

## Débat politique et public
Si l'origine anthropique du réchauffement climatique fait l'objet d'un consensus écrasant chez les scientifiques, tel n'est pas toujours le cas dans l'opinion publique. Celle-ci varie selon les pays, et a évolué depuis le début des travaux du GIEC. Ainsi, en 2013 le Commissariat général au développement durable (CGDD) a publié un sondage selon lequel 35 % des Français seraient climato-sceptiques (soit niant le réchauffement climatique dans sa globalité, soit niant son origine anthropique),. Parmi ceux-ci, plus de la moitié seraient sans diplômes, et 48 % âgés de plus de 70 ans. En 2019, selon un rapport sur l’opinion publique et le climat, 23% de la population mondiale soutient que le changement climatique n’est pas d’origine humaine.
Ces chiffres sont nettement inférieurs à ceux avancés par des sondages aux États-Unis, lesquels montrent à quel point la controverse sur le réchauffement climatique est un marqueur d'identité politique. Ainsi, un sondage de 2014 du Pew Research Center indiquait que, sur un peu plus de 2 000 personnes interrogées, 80 % des individus s'identifiant comme démocrates (libéraux au sens américain) reconnaissaient l'origine anthropique du changement climatique, mais que cette proportion descendait à seulement 10 % chez les Républicains conservateurs. 57 % des conservateurs pensent même qu'il n'y a pas de preuve solide du réchauffement climatique (contre à peine 10 % des libéraux). En outre, chez les électeurs démocrates, l’adhésion à la thèse que le réchauffement climatique serait d'origine anthropique est d'autant plus importante que le niveau de culture scientifique est élevé, alors qu'on constate le phénomène inverse chez les électeurs républicains,. Sur l'ensemble du panel américain considéré, plus le niveau de connaissance scientifique est élevé, plus l'adhésion à la thèse d'un réchauffement climatique d'origine essentiellement anthropique est importante.
Le professeur de sciences politiques Simon Persico relève qu'« en Amérique du Nord et au Brésil, une grande partie des élus conservateurs refusent d’accepter la réalité du changement climatique et la responsabilité de l’Homme dans ce phénomène. Ce déni leur permet de défendre un modèle extractiviste et productiviste sans se cacher. En France, la question climatique est trop prégnante pour être niée, la position climatosceptique est en fort déclin dans la population. C’est devenu un enjeu consensuel. Il est intenable de dire que le changement climatique n’existe pas. »

### Vocabulaire
Le terme « négationnisme » a pu être employé à l'égard des « climato-sceptiques » par certaines personnalités représentatives de partis politiques se revendiquant écologistes. Le terme sous-entend un délit de négation d'une thèse historiquement prouvée. En 2010, le climatologue James E. Hansen a proposé de faire le procès des dirigeants des grandes compagnies pétrolières pour « crimes contre l'humanité et la nature ». Hansen accuse en effet ces derniers d'être parfaitement conscients de la désinformation qu'ils propagent sur le réchauffement climatique.
À l'inverse, les scientifiques ayant travaillé à l'élaboration des divers rapports du GIEC sont parfois accusés de malhonnêteté et d'imposture. Le cas le plus emblématique de ces attaques est sans doute l'affaire dite du Climategate, en novembre 2009, dont plusieurs enquêtes indépendantes menées jusqu'en juillet 2010 jugeront les accusations sans fondement.
En mai 2019, le média britannique The Guardian, un des sites d'informations les plus lus au monde, choisit d'utiliser « négationniste de la science du climat » (en anglais « climate science denier ») plutôt que le terme « climato-sceptique » pour la rédaction de ses articles.

### Médias et documentaires
D'après Stéphane Foucart, c'est avec la publication d'une chronique de Claude Allègre dans L'Express le 21 septembre 2006 « que le climato-scepticisme fait son entrée dans l'espace médiatique français ».
Plusieurs documentaires ont fait l'objet de vifs débats. Certains climatosceptiques ont affirmé que le film d’Al Gore, « Une vérité qui dérange » (2007), qui a participé à une prise de conscience dans le monde entier, aurait été condamné par la justice britannique pour les erreurs qu’il contiendrait, alors que, au contraire, ainsi que le montre la lecture du jugement, le parent d'élève qui a attaqué l’administration de l’éducation au motif que ce film était engagé politiquement a perdu son procès. En effet la Haute Cour de Justice a jugé ce documentaire exceptionnel, et a estimé que sa présentation des changements climatiques et de ses effets était dans une large mesure très pertinente. Le juge Justice Burton précise que ce film avance quatre hypothèses scientifiques solidement établies par des publications revues par les pairs : qu’il se produit un réchauffement climatique, que celui-ci est attribuable principalement aux émissions humaines de CO2 et d'autres gaz à effet de serre, que cela aura des effets préjudiciables sur le monde et la population, et que les individus et les gouvernements peuvent prendre des mesures afin de réduire le changement climatique et ses effets. Les professeurs sont donc tout à fait fondés à projeter ce film comme support de cours et de débats. Ne s’agissant pas d’une opinion mais de thèses scientifiques fondées, les professeurs n’ont pas en l’occurrence un devoir de neutralité.
Le juge reconnaît cependant qu’il existe neuf imprécisions ou « erreurs » qui sont d’ores et déjà expliqués dans une nouvelle version du dossier préparée par l'administration à l'attention des professeurs, afin d'aider ceux-ci à présenter le film à leurs élèves dans son environnement scientifique.
Le film de mars 2007 The Great Global Warming Swindle — La grande escroquerie du réchauffement global (sous-titré en français) — recueille l'avis de plusieurs personnalités. La thèse des fluctuations de l'activité solaire y est reprise par plusieurs scientifiques. Le film cite notamment une étude datant de 2005 de Ján Veizer (Ottawa-Carleton Geoscience Centre, Université d'Ottawa), démontrant cette corrélation à différentes échelles de temps ainsi que l'influence complémentaire d'autres types de rayonnements cosmiques ayant notamment une influence sur l'évaporation d'eau et la couverture nuageuse. La liste des 20 personnalités (18 chercheurs) est disponible dans l'article correspondant The Great Global Warming Swindle (Contributors to the programme. Pour eux, grâce aux études des corrélations, les variations du rayonnement solaire ont beaucoup plus d'influence sur la variation du climat terrestre que les rejets de CO2 par l'homme. Ce film fait l'objet de vives critiques de la part de la Royal Society ainsi que du Met Office, qui ont publié un contre-argumentaire en 8 points,.
D'après une étude publiée en août 2019 dans Nature Communications, les personnalités climatosceptiques ont bénéficié d'une plus forte médiatisation que les climatologues reconnus. Les chercheurs ont analysé 100 000 articles publiés entre 2000 et 2016 dans la presse anglophone pour arriver à la conclusion que la visibilité médiatique des climatosceptiques a été 49 % plus importante que celle du changement climatique. De grands titres de presse, tels que le New York Times, le Guardian ou le Wall Street Journal, comptent parmi les médias ayant favorisé ce déséquilibre.
En février 2021, l'Institut national (français) des sciences de l'Univers entame une collaboration avec le site Bon Pote afin de démystifier certaines idées reçues sur le changement climatique et de rendre accessibles au plus grand nombre les connaissances scientifiques sur le climat. Chaque semaine, une idée reçue fait l'objet d’un article, écrit à plusieurs mains avec les chercheurs spécialistes du domaine.

## Acteurs
Les projections du GIEC et le protocole de Kyoto ont suscité le développement de nouvelles industries utilisant des techniques nouvelles telles que l'énergie éolienne, l'énergie solaire, les agrocarburants, les transports et automobiles fonctionnant partiellement ou totalement à l'électricité, la séquestration du carbone, etc. Ces nouvelles activités entrent en concurrence avec l'économie basée sur le pétrole et provoquent des tensions politiques importantes et des conflits d'intérêts.
Les autorités politiques sont ainsi soumises à de fortes pressions et à des activités de lobbying contradictoires entre les divers acteurs industriels ayant un intérêt dans la question du réchauffement climatique.

### Réchauffement climatique et économie
Certaines industries tirent argument du réchauffement climatique pour mettre en avant leur activité. C'est le cas de l'industrie nucléaire qui évoque une production d'électricité « propre », c'est-à-dire presque sans émission de dioxyde de carbone (2,5 à 5,7 gCéq/kWh, soit 9,2 à 20,9 gCO2éq/kWh, selon l’AEN), pour développer des centrales nucléaires. Les entreprises des secteurs pétroliers et charbonniers ont parfois une position ambiguë. Tout en finançant des organisations climato-sceptiques,, elles sponsorisent également des projets visant à développer des technologies produisant moins de gaz à effet de serre comme c'est le cas de l'Université Stanford.

### Financements du climatoscepticisme
Selon le journal britannique The Guardian, dans les années 1990, le thinktank « Institute of Economic Affairs » (IEA), financé par des donateurs dont il refuse de révéler l'identité, dont BP et ExxonMobil, a produit 4 livres en 20 ans promouvant des idées climatosceptiques.
Depuis un vol de certains de ses documents internes, en février 2012, il apparaît que l'Institut Heartland paye un certain nombre de personnes actives sur internet pour propager des opinions climatosceptiques, voire des scientifiques pour rédiger des rapports soumis à des décideurs, ou publics, et affirmant de telles opinions. « Les documents du Heartland montrent que le budget prévu sur la période 2010–2013 pour la production, l'édition et la promotion des rapports du NIPCC se monte à plus d'un million et demi de dollars, dont un demi-million environ pour ses auteurs ».
L'opposition aux actions de réduction du changement du climat a été identifiée dans 33 sociétés : six de l'industrie automobile et les autres dans le secteur de l'énergie.
Depuis 2015, des sociétés comme Fiat Chrysler, Ford, Daimler, BMW, Toyota et General Motors se sont opposées aux réglementations visant à atteindre l'accord de Paris.
Selon une étude de l'organisation InfluenceMap, les grandes compagnies pétrolières dépensent chaque année environ 200 millions de dollars en lobbying pour bloquer les mesures de lutte contre le réchauffement climatique.
Aux États-Unis, l'opposition à la réglementation s'est réalisée lorsque le standard CAFE approuvé par Barack Obama a été critiqué par des sociétés américaines comme Fiat Chrysler.
En Europe, l'ACEA et le VDA ont réussi à contourner les nouveaux standards d'émission en commercialisant davantage de SUV qui sont de plus gros émetteurs.

### Financements par des promoteurs d’énergie verte
Un article du Telegraph en date du 25 août 2012 relevait que le CCC (Committee on Climate Change), comité chargé de conseiller le gouvernement du Royaume-Uni sur la réduction des émissions de gaz à effet de serre[source insuffisante], avait été mis sous la présidence de Lord Deben (antérieurement John Gummer), bien que celui-ci fût directeur d'un consortium (hautement subventionné) de firmes installant des parcs d'éoliennes. D'après un article du Daily Mail Online, la moitié des membres du CCC avaient à la date du 14 décembre 2013, ou avaient eu peu avant, des intérêts financiers dans des firmes vendeuses d'énergie verte qui profitaient des mesures que le Comité faisait adopter,.

### Pays développés et pays en développement
En 2006, les États-Unis émettent 25 % des gaz à effet de serre. La Chine en émet alors le même pourcentage, mais représente un taux réduit d'émission si on ramène ce dernier au nombre d'habitants.
Globalement, les pays les plus riches sont minoritaires en nombre d'habitants, mais émettent plus de gaz à effet de serre que les pays émergents et les pays les plus défavorisés. Néanmoins le ratio (CO2/$ de PIB) est très variable, certains pays développés sont relativement performants (Japon, France, Suisse, pays nordiques) et d'autres assez moyens (États-Unis) alors que des pays beaucoup moins développés émettent en proportion beaucoup de CO2 (ex URSS notamment).
En 2010, les nations se divisent et s'affrontent pour et contre des politiques de limitation d'émissions de gaz à effet de serre. Si l'Union européenne est globalement en faveur de la lutte contre le réchauffement climatique, les États-Unis, l'Australie, l'Inde prennent position contre des politiques qu'ils jugent excessivement coûteuses et insuffisamment étayées sur le plan scientifique. La Russie, le Canada, la Chine demeurent sur une prudente réserve.
À la suite de l'élection de Donald Trump à la présidence des États-Unis en novembre 2016 et au vu de ses positions climato-sceptiques, des universitaires nord-américains ont lancé un projet de « refuge de données » (Data Refuge en anglais) pour garantir une préservation et un accès indépendants à tous des données factuelles accumulées par les organismes scientifiques fédéraux américains sur le changement climatique en cours.